# مارك رايت (مهندس برمجيات)
مارك رايت (بالإنجليزية: Mark Wright)‏ هو مهندس برمجيات بريطاني، ولد في 1974 في برستل في المملكة المتحدة.